# 앙리 1세 (프랑스)
앙리 1세(프랑스어: Henri Ier, 1008년 5월 4일 ~ 1060년 8월 4일)는 1031년부터 1060년까지 군림한 프랑크족의 왕이다. 그의 집권기에 프랑스의 왕령지는 그 규모가 가장 줄어들었으며, 이 이유로 그는 유약한 초기 카페 왕조의 상징으로 보통 여겨진다.

## 치세
카페 왕조 출신의 앙리는 로베르 2세(972년–1031년)와 콩스탕스 다를(986년–1034년)의 아들로, 랭스에서 태어났다. 초기 카페 왕조의 전통에 따라, 그는 아버지가 살았는 동안에 1027년 5월 14일 랭스 대성당에서 프랑스의 왕으로 즉위했다. 그는 4년 뒤 아버지가 사망하여 단독 통치자가 되기까지 영향력과 권력이 거의 없었다.
전임자들과 마찬가지로 앙리 1세의 집권기는 영토적 분쟁들을 겪었다. 초창기에, 그는 어머니의 지원과 함께 남동생인 로베르가 일으킨 아버지에 대한 반란에 동참하였다 (1025년). 그러나 그의 어머니는 왕의 후계자로 로베르를 지지하였고, 왕이 죽으면서 앙리는 반란을 일으킨 형제들을 상대해야만 했다. 1032년에, 그는 로베르에게 1016년에 아버지가 그에게 내려주었던 부르고뉴 공작령을 주며 달랬다.
초기 전략적 행보 중에, 앙리는 노르망디 공작을 상대로 반란을 일으킨 노르망디 공작 가신들을 진압하기 위해 아주 어렸던 조카사위였던, 새로 즉위한 노르망디 공작 기욤을 구출했다 (이 노르망디 공작이 정복왕 윌리엄이다). 1047년에 앙리는 캉 근처 발레뒨 전투에서 결정적인 승리를 거두며 기욤의 지배권을 확보해주었다. 그렇지만, 이후에 앙리는 1060년에 사망할 때까지 기욤에 반대하던 남작들을 지원하였다.
1054년에, 기욤은 플랑드르 백작의 딸 플랑드르의 마틸드와 혼인했는데, 이는 앙리에게 자신의 왕위에 대한 위협으로 보았다. 1054년 그리고 1057년 8월에 다시 한번, 앙리는 노르망디를 공격했으나, 모르트메르 전투와 바라빌 전투 등 두 차례 모두 패했다.
앙리는 이부아에서 신성 로마 황제 하인리히 3세와 세 차례 회동을 하였다. 1043년 초에, 그는 앙리의 봉신의 딸인 푸아투의 아녜스와 황제의 결혼을 논하기 위해 하인리히와 만났다. 1048년 10월에, 이들은 다시 만나 우호 조약을 맺었다. 마지막 회동은 1056년 5월에 이뤄져 티보 3세와 블루아 백작령에 관한 분쟁을 논하였다. 블루아에 대한 분쟁은 몹시나 격렬해져 앙리가 조약 위반으로 황제를 비난하고 조약을 파기했다. 1058년에, 앙리는 교황 대사 윔베르 추기경의 성직 매매 및 폭정 고발 내용을 무시하고, 주교직과 수도원장직을 매매하였다. 1060년에, 앙리는 파리 바로 밖에 있는 생마르탱데샹 수도원을 재건했다. 1055년에 상스 백작령의 일부를 왕실령으로 획득했음에도, 1032년의 부르고뉴 상실은 앙리 1세의 29년간 통치 시기를 프랑스의 봉건력이 정점에 달했음을 의미하게 하였다.
앙리 1세는 1060년 8월 4일 프랑스 비트리앙브리에서 사망했고, 생드니 수도원으로 이장되었다. 그의 자리를 아들인 필리프 1세가 물려받았고, 앙리의 왕비인 키예프의 안이 섭정으로 군림했다. 사망하던 당시, 그는 티메르를 포위하던 중이었는데, 이곳은 1058년 이래로 노르만인들이 차지하고 있었다.

## 혼인
알리 1세는 신성 로마 황제 콘라트 2세의 딸 마틸다와 약혼했었으나 그녀는 1034년에 이른 나이에 죽고 만다. 앙리는 그 뒤에 프리슬란트의 마틸다와 혼인하였지만, 그녀도 1044년에 사망했다. 세 번째 아내를 찾기 위해 더 먼 멀리 물색하던 중, 앙리는 1051년 5월 19일에 안의 키예프와 혼인했다. 이들 사이에 자녀는 다음과 같다:
1. 필리프 1세 (1052년경 – 1108년 7월 30일).[14]
2. 엠마 (1054년 – 1109?년).
3. 로베르 (1060년 사망).[15]
4. 베르망두아 백작 위그 1세 (1057–1102).[16]

앙리와 키예프의 안은 시복자 에디그나의 부모라고 전해진다.

## 참고 문헌
- Bradbury, Jim (2007). 《The Capetians: The History of a Dynasty》. Bloomsbury Publishing.
- Brown, R. Allen (1969). 《The Normans and the Norman Conquest》. Boydell Press.
- Clark, William W. (2006). 《Medieval Cathedrals》. Greenwood Publishing.
- Douglas, David Charles (1964). 《William the Conqueror: The Norman Impact Upon England》. University of California Press.
- Douglas, David C (1999). 《William the Conqueror》. Yale University Press.
- Gilbert of Mons (2005). 《Chronicle of Hainaut》. 번역 Napran, Laura. The Boydell Press.
- Hallam, Elizabeth (1980). 《The Capetians 987–1328》. Longman Group Ltd.
- Hallam, Elizabeth; Everard, Judith (2013). 《Capetian France 987–1328》. Routledge.
- Raffensperger, Christian (2012). 《Reimagining Europe》. Harvard University Press.
- Weinfurter, Stefan (1999). 《The Salian Century: Main Currents in an Age of Transition》. University of Pennsylvania Press.
- Wolfram, Herwig (2000). 《Conrad II, 990–1039: Emperor of Three Kingdoms》. 번역 Kaiser, Denise A. The Pennsylvania State University Press.
- Zey, Claudia (2008). 〈Frauen und Tochter der salischen Herrsher, Zum Wandel salischer Hieratspolitik in der Krise〉.   Struve, Tilman. 《Die Salier, das Reich und der Niederrhein》 (독일어). Bohlau Verlag GmbH & Cie.